# Забель, Бернхард
Бернхард А. Забель (р. 1957, Трир) — немецкий психолог. Его научно-исследовательская работа, которой он посвятил свыше 30-ти лет, была опубликована в более 200-х изданиях, и посвящена теме исследования методов лечения при нарушениях зрительных функций посредством активации и восстановления остроты остаточного зрения. Забель руководит институтом медицинской психологии при университете имени Отто фон Герике в городе Магдебург.

## Биография
Бернхард Забель изучал психологию в Трирском университете, психобиологию в Университете Кларка в Вустере, штат Массачусетс, а также физиологическую психологию в Дюссельдорфском университете. В 1984 году он получил степень кандидата наук (Doktor), а после прохождения научно-исследовательской стажировки в США в Массачусетском технологическом институте он начал работать в качестве научного сотрудника в Институте медицинской психологии в университете Людвига-Максимилиана в городе Мюнхен. В 1988 году он защитил докторскую диссертацию (Dr. hab.) под руководством Эрнста Пёппеля. В 1991 году он проживал в Бостоне, будучи «приглашенным нейроученым» в Гарвардской медицинской школе.
В 1992 году Забель возглавил кафедру медицинской психологии в университете города Магдебург. Далее последовали научно-исследовательские стажировки и работа в качестве приглашенного профессора в США в Принстонском университете, а также в Китае в Китайской Академии наук и в Столичном Медицинском университете в городе Пекин. С 1997 года Забель является редактором международного научного журнала «Восстановительная неврология и нейронаука». С 2008-го и до 2010 года он был проректором в области научных исследований в университете Отто фон Герике в Магдебурге.
Женат, трое детей.

## Результаты исследований
Научно-исследовательская работа Забеля включает в себя исследование нейропсихологических и нейробиологических аспектов пластичности и восстановления функций головного мозга, в частности, восстановления функций после частичного повреждения зрительной системы вследствие повреждений зрительного нерва, глаукомы, повреждения затылочной области головного мозга, диабетической ретинопатии или инсульта. Основные вопросы исследования — диагностика и лечение дефектов зрительной системы у пациентов, перенесших инсульт или имеющих глаукому, при помощи зрительных упражнений и неинвазивной электростимуляции. Благодаря данным методам у пациентов, страдающих нарушением в естественной синхронизации электрической активности головного мозга посредством ЭЭГ диагностики были выявлены изменения в волновой активности головного мозга (в амплитуде, частоте и функциональном соединении). Второй вопрос исследования — внедрение полимерных наночастиц в целях преодоления биологических барьеров для глубокого проникновения действующих веществ в клетки организма при достижении терапевтических целей.

## Сфера научных интересов
Нейропсихология
- Механизмы визуальной пластичности
- Компьютерная симуляция пластичности в зрительной зоне коры головного мозга
- Предпосылки, указывающие на восстановление зрительных функций
- Методы развития и контроля компьютерной диагностики, и методы упражнений для пациентов, страдающих повреждениями головного мозга
- Развитие и контроль методов неинвазивной стимуляции головного мозга при помощи переменного тока в целях улучшения зрительных функций вследствие повреждения сетчатки, зрительного нерва или головного мозга

Поведенческая нейробиология
- В тестовой системе vivo анализ зрительной функции и ее функционального восстановления у крыс вследствие повреждения зрительного нерва и его нейроанатомических коррелятов
- Лечение частично ослепших животных различными зрительными раздражителями до быстрого и эффективного восстановления их зрительных способностей
- Фундаментальные исследования воздействия переменного тока на нейропротекцию и восстановление зрительных функций
- Исследования по внедрению наночастиц для введения лекарственных препаратов в целях преодоления гематоэнцефалического барьера

## Членство и награды

### Членство
- Немецкое общество медицинской психологии
- Немецкое сообщество психологии
- Европейская ассоциация неврологии
- Международная организация по исследованию головного мозга
- Общество развития нейронауки (США)
- Немецкая ассоциация высших учебных заведений
- Международная ассоциация по исследованию повреждений головного мозга (с 2010 г. член Совета управляющих)
- Международное общество по вопросам исследования слабого зрения и его восстановления (с 2011 г. член исполнительного комитета)

### Награды
- Конкурс «Юношеские исследования» («JUGEND FORSCHT»), специальный приз Рейнланд-Пфальц, 1976 г.
- Стипендия на исследовательскую работу, магистратура, университет Кларка, 1983—1984 гг. Стипендиат ДААД, 1982-84 гг.
- Стипендиат Комиссии Фулбрайт (FULBRIGHT KOMMISSION), 1978-80 гг.
- Ученый по обмену университета Кларк, 1978-80 гг.
- Стипендия научного сотрудника Международного Общества по исследованию в области зрения, 1992 г.
- Цитирование в «Кто есть кто в мире» («Who´s Who in the World»), 1990—2015 гг.
- Цитирование в «Кто есть кто в науке и инженерии» («Who´s Who in Science and Engineering»), 1993—2001
- Награда Марии Саверии Синкеграни Союза центров передачи инноваций (IRC) Европейского общества за лучшую инновацию в сфере коммуникаций и информационных технологий, Флоренция, 2000 г.
- Награда Леонардо да Винчи, Всемирная Организация в области достижений человеческого потенциала, Филадельфия, 2005 г.
- Science4life, 10-й конкурс бизнес планов: Франкфурт. 3-е место в общенациональном конкурсе. 2008 г. (для EBS Technologies GmbH)
- Venture Lounge Berlin; победитель 1-го места, 2009 г.
- Награда за инновационное стартап-предприятие (Leuchtturm des High-Tech-Gründerfonds) министра Брюдерле (март 2011 г.)
- Награда «Hai-ju», Пекинская программа талантов мира, 2012 г.[7]

## Избранные публикации
- B.A. Sabel, M.D. Slavin, D.G. Stein: GM1-ganglioside treatment facilitates behavioral recovery from bilateral brain damage. In: Science. Band 225, 1984, S. 340—342, PMID 6740316.
- B.A. Sabel, D.G. Stein: Pharmacological treatment of central nervous system injury. In: Nature. Band 323, 1986, S. 340—342, PMID 3762702.
- B.A. Sabel, R. Engelmann, M.M. Humphrey: In vivo confocal neuroimaging of CNS neurons (ICON). In: Nature medicine. Band 3, 1997, S. 244—2472, PMID 9018248.
- E. Kasten, S. Wüst, W. Behrens-Baumann, B.A. Sabel,: Computer-based training for the treatment of partial blindness. In: Nature medicine. Band 4, Nr. 9, 1998, S. 1083—1087, doi:10.1038/2079, PMID 734406.
- D.A. Poggel, E. Kasten, B.A. Sabel: Attentional cueing improves vision restoration therapy in patients with visual field loss. In: Neurology. Band 63, Nr. 11, 2004, S. 2069—2076, PMID 15596752.
- B.A. Sabel, P. Henrich-Noack, A. Fedorov, C. Gall: Vision restoration after brain and retina damage: The «residual vision activation theory». In: Progress in Brain Research. Band 192, 2011, S. 199—262, doi:10.1016/B978-0-444-53355-5.00013-0.
- C. Gall, S. Sgorzaly, S. Schmidt, S. Brandt, A. Fedorov, B.A. Sabel,: Noninvasive transorbital alternating current stimulation improves subjective visual functioning and vision-related quality of life in optic neuropathy. In: Brain Stimulation. Band 4, Nr. 4, 2011, S. 175—188, doi:10.1016/j.brs.2011.07.003.
- B.A. Sabel, A.B. Fedorov, N. Naue, A. Borrmann, C. Herrmann, C. Gall,: Non-invasive alternating current stimulation improves vision in optic neuropathy. In: Restorative Neurology and Neuroscience. Band 29, Nr. 6, 2011, S. 493—505, doi:10.3233/RNN-2011-0624.
- M. Bola, C. Gall, C. Moewes, A. Fedorov, H. Hinrichs, B.A. Sabel: Brain functional connectivity network breakdown and restoration in blindness. In: Neurology. Band 83, Nr. 6, 2014, S. 542—551, doi:10.1212/WNL.0000000000000672.
- M. Bola, B.A. Sabel: Dynamic reorganization of brain functional networks during cognition. In: NeuroImage. Band 114, 2015, S. 398—413, doi:10.1016/j.neuroimage.2015.03.057.
- C. Gall, S. Schmidt, M.P. Schittkowski, A. Antal, G. G. Ambrus, W. Paulus, M. Dannhauer, R. Michalik, A. Mante, M. Bola, A. Lux, S. Kropf, S.A. Brandt and B.A. Sabel: Alternating current stimulation for vision restoration after optic nerve damage: a randomized clinical trial. In: PLOS ONE. Band 11, Nr. 6, 2016, doi:10.1371/journal.pone.0156134, PMID 27355577, PMC 4927182 (freier Volltext).

## Веб-ссылки
- Публикации в PubMed
- Страница Института медицинской психологии
- Профессорский портрет университета Отто фон Герике города Магдебург
- Портретная страница на исследовательском портале Саксонии-Анхальт